# Halsa
Halsa est une ancienne commune norvégienne du comté de Møre og Romsdal. Elle comptait 1 628 habitants au 31 décembre 2011.
Au 1er janvier 2020, elle a fusionné avec la commune voisine de Hemne et avec le village de Ytre Snillfjord (commune de Snillfjord) pour former la commune nouvelle de Heim. Parallèlement, elle a été rattachée au comté de Trøndelag.
La commune de Halsa, située au nord du comté de Møre og Romsdal, est bordée par les fjords de Vinjefjorden, Arasvikfjorden et Halsafjorden et regroupe plusieurs hameaux situés sur trois péninsules séparées par les fjords de Skålvikfjorden et Valsøyfjorden. Elle a comme communes voisines Aure au nord, Tingvoll à l'ouest, Surnadal au sud et Hemne dans le Sør-Trøndelag à l'est.
Le centre administratif se trouve à Liabø.
L'orque Keiko, vedette du film « Sauvez Willy » a vécu ses derniers semaines dans le fjord d'Arasvikfjorden et est enterrée à Taknesbukta sur une petite plage près du hameau de Strand.
Anne Karin Elstad, romancière norvégienne, originaire d'Halsa, s'est installée à partir de l'été 2006 dans l'ancienne école du hameau d'Otnes.

## Économie
L'économie d'Halsa s'appuie principalement sur l'élevage bovin et la salmoniculture. Un chantier naval est installé à Vågland.

## Tourisme
L'église principale a été construite en 1724 sur des fondations plus anciennes. Elle est située dans le hameau de Halsa. Une autre église en bois, à Otnes, date de 1863 et domine le fjord d'Arasvikfjorden. Le hameau de Otnes présente dans un site préservé un vieux port avec une ancienne pêcherie, une école, un magasin général et un quai pour les navires à vapeur.
Le hameau de Enge, dans le fjord de Valsøy, abrite un musée des voiliers très caractéristiques de la région appelés « Geitbåt » (littéralement « bateau-chèvre », car il saute par-dessus les vagues).
Lors des travaux d'aménagement du carrefour routier à proximité du hameau de Betna en 2006, des fouilles archéologiques ont permis de retrouver des vestiges datant d'environ 4 000 ans. Ils sont conservés au musée des sciences de Trondheim.
En dehors des sports habituellement pratiqués dans les environs (ski, randonnée, pêche, kayak de mer), Halsa dispose d'une piste de karting.
Keiko, l’orque mâle qui a joué dans les films Sauvez Willy y est décédé à l’âge de 27 ans le 12 décembre 2003, probablement des suites d'une pneumonie, dans le fjord d’Arasvik. Un cairn indique l’emplacement où il a été enterré, sur la plage de Taknes.

## Accès
La commune d'Halsa est située à l'intersection de la route européenne 39 Trondheim - Ålborg et de la route nationale 65. Elle est desservie plusieurs fois par jour par la ligne d'autocars qui relie Trondheim à Kristiansund, Molde et Alesund. Deux ferrys permettent d'accéder à Aure (en traversant le Arasvikfjorden) et à Tingvoll (en traversant le Halsafjorden).

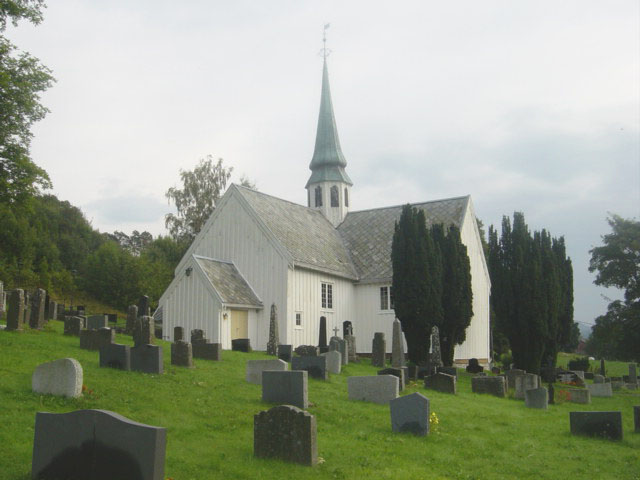
L'église en bois d'Halsa
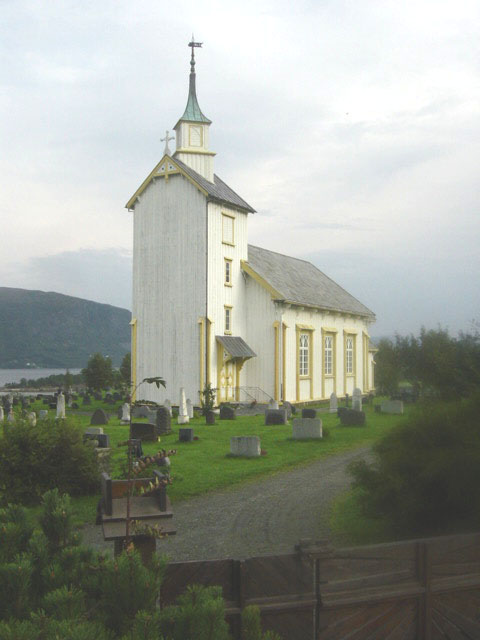
L'église d'Otnes
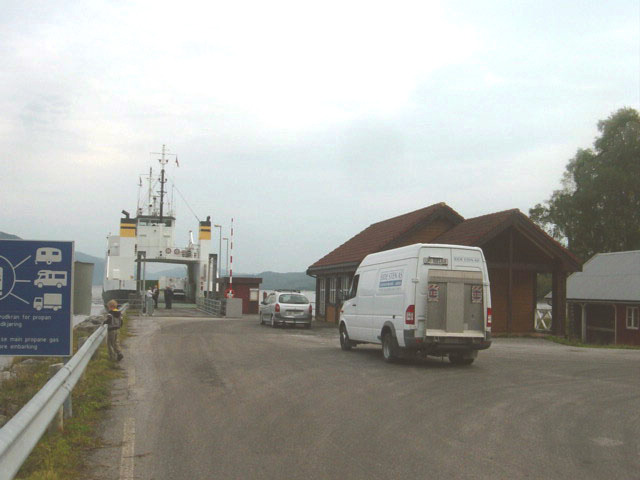
Le ferry vers Aure au départ d'Hennset
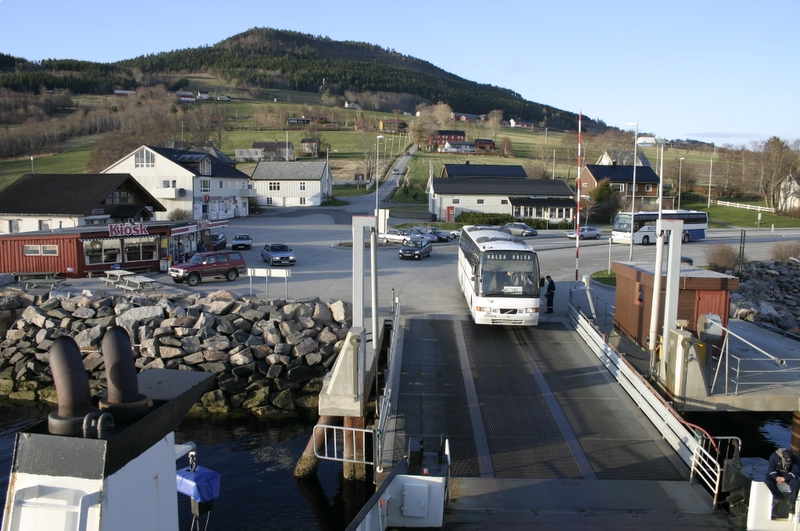
Le ferry Halsa - Kanestraum (Tingvoll) au départ d'Halsa